# Thierno Diallo
Pour les articles homonymes, voir Diallo.
Thierno Boubacar Diallo Diallo né le 22 novembre 2000 à Conakry en république de Guinée, est un gymnaste artistique.
Il est membre de l'équipe nationale d'Espagne (en).

## Biographie

### Débuts
Thierno Diallo est né le 22 novembre 2000 à Conakry, en Guinée. À l'âge de six ans, il a participé à un programme de détection de talents dans son école de Manresa et a été encouragé à commencer la gymnastique par les entraîneurs qui ont vu son potentiel,.
Thierno Diallo a été naturalisé en 2015 et a fait ses débuts avec l'équipe nationale senior de gymnastique en 2018.

### Carrière
Thierno Diallo a remporté une médaille d'or par équipes au concours général (en) aux Jeux méditerranéens de 2018 avec Néstor Abad, Nicolau Mir, Alberto Tallón et Rayderley Zapata. Le même groupe a terminé sixième aux Championnats d'Europe 2018. Thierno Diallo a également participé aux Championnats du monde 2018 et 2019.
Aux championnats nationaux espagnols, Thierno Diallo s'est classé troisième en 2018 et deuxième en 2020 au concours général individuel,.
Aux Jeux olympiques d'été de 2020, Thierno Diallo a participé à l'épreuve par équipes.